# Laure Agbo
Pour les articles homonymes, voir Agbo.
Laure Agbo, née en 1946, est une réalisatrice et scénariste béninoise. Elle est la première femme réalisatrice de cinéma au Bénin. Lors de la cérémonie d'ouverture de la deuxième édition du Festival international des films de femmes de Cotonou, elle est récompensée aux côtés de quatre autres femmes, Tella Kpomahou, Jémima Catrayé, Carole Lokossou et Christiane Chabi-Kao, pionnières comme elle du cinéma féminin béninois,,,.
En 1982, elle sort un documentaire sur l'art et la culture au Bénin.